# John Mulaney
John Edmund Mulaney (Chicago, Illinois; 26 de agosto de 1982) es un actor cómico, guionista, actor de voz y productor estadounidense conocido por su trabajo como guionista en Saturday Night Live y como humorista con especiales de comedia como: The Top Part (2009), New in Town (2012), The Comeback Kid (2015), Kid Gorgeous (2018), y Baby J (2023), por el que ganó el Premio Emmy. 
Fue el creador y protagonista de la breve comedia de Fox “Mulaney”, una serie semiautobiográfica sobre su vida ficticia. 
Mulaney también se presenta con frecuencia como un personaje llamado George St. Geegland en un dúo cómico con Nick Kroll, más recientemente en Oh, Hello on Broadway desde septiembre de 2016 hasta principios de 2017. También es conocido por ponerle voz a Andrew Glouberman, en la serie de Netflix Big Mouth. 
Mulaney hizo su debut en el cine en 2018, interpretando a Peter Parker / Spider-Ham en la película de animación Spider-Man: Into the Spider-Verse de Sony.

## Primeros años
Mulaney nació en Chicago, Illinois, hijo de Ellen (de soltera Stanton), una profesora de derecho en la Universidad Northwestern, y Charles W. "Chip" Mulaney, Jr., un abogado y socio de Skadden Arps, de ascendencia católica irlandesa. El bisabuelo materno de Mulaney fue George J. Bates, un alcalde republicano de Salem, Massachusetts, que también se desempeñó como congresista de ese estado. Su tío abuelo materno es William H. Bates, quien también se desempeñó como congresista de los Estados Unidos.
Los padres de Mulaney asistieron a la Universidad de Georgetown y a la facultad  de Derecho de Yale con el futuro presidente Bill Clinton, a quien Mulaney conoció en 1992.  Mulaney era un monaguillo. Es el tercero de cuatro hijos.
En la edad de siete años, Mulaney tuvo la oportunidad de audicionar para el papel de Kevin en la película Solo en Casa, pero sus padres declinaron. Para la secundaria, asistió un la escuela St. Clement donde, en lugar de hacer informes, él y su mejor amigo, John O'Brien, se ofrecían un realizar lo que habían aprendido en el formato de una obra de teatro. Mulaney también frecuentaría el Museo de Retransmitir Comunicaciones, donde vería episodios archivados de programas como Yo amo a Lucy o The Tonight Show Starring Johnny Carson. Luego asistió al instituto universitario St. Ignatius, y finalmente a la Universidad de Georgetown, donde estudió literatura inglesa y religión.

## Carrera
Después de graduarse, se mudó a Nueva York con las ambiciones puestas en una carrera como humorista, y fue contratado como asistente de oficina en Comedy Central. Después de un año, lanzó la idea de una parodia de I Love the '80s llamada I Love the '30s, que desarrolló junto con el cómico Nick Kroll.

### Saturday Night Live
Después de trabajar por primera vez como comentarista de Best Week Ever, Mulaney audicionó para Saturday Night Live en agosto de 2008, junto con Kroll y TJ Miller. Mulaney ganó un lugar en la sala de guionistas, en la que permaneció durante seis temporadas. También apareció ocasionalmente en el segmento Weekend Update. Mulaney y el actor Bill Hader cocrearon el personaje recurrente Stefon.  Mulaney fue nominado a un Premio Emmy en la categoría mejor guion por un programa de variedades con el personal de redacción de SNL de 2009-2012.  Mulaney ganó un Premio Emmy por Mejor Música y Letra Original en la  la gala 63 ° de los Premios Primetime Emmy con Justin Timberlake, Seth Meyers y Katreese Barnes.  Mulaney volvió a ser el anfitrión de Saturday Night Live el 14 de abril de 2018, convirtiéndose en el tercer guionista de SNL (después de Conan O'Brien y Larry David) en presentar el programa a pesar de no haber formado parte del elenco.

### Comedia en vivo
Además de su trabajo en SNL, Mulaney trabajó varios años como comediante de stand-up. Actuó en Gotham Live, Conan, Jimmy Kimmel, Late Night with Jimmy Fallon, Late Night with Conan O'Brien y Comedy Central Presents. Mulaney también lanzó un álbum de comedia stand-up titulado Stand-up en 2009, y un especial de comedia llamado Nuevo En Ciudad en 2012. Ambos fueron producidos con La Comedy Central. Con frecuencia recorre sus espectáculos de comedia, un veces con su coestrella de Mulaney Seaton Herrero.  Actuó en el Bonnaroo Festival de música 2008[cita requerida].
La tercera especial de comedia de Pastel de Mulaney titulada El Niño de Retorno fue lanzada el 13 de noviembre de 2015, en Netflix . Su segunda puesto de stand-up, Nuevo En Ciudad , que se estrenó en la comedia Central en 2012, también se encuentra en Netflix. El Niño de Retorno recibió la aclamación de la crítica, y David Sims de El Atlántico lo llamó "un recordatorio de todo lo que hace que Mulaney singular de bronceado del mar: una narración rica en detalles bien observados, entregada con la confianza de un alcalde de 33 años".  Mulaney recibió una nominación al Emmy en 2016 por Mejor Redacción para un la variedad Especial por su trabajo en El Niño de Retorno, perdiendo ante Patton Oswalt Hablando de aplausos.
La cuarta gira de comedia de Mulaney, Niño Gorgeous, comenzó en mayo de 2017 y concluyó en julio de ese año.  Un segundo partido comenzó en septiembre de 2017 en Primaveras de Colorado, Colorado y está programado para concluir en abril de 2018 en Jacksonville, Florida.  La gira presentó siete espectáculos en el Sala de Música de Ciudad radiofónica en la ciudad de Nueva York en febrero de 2018.

### Mulaney
En mayo de 2013, NBC pasó un piloto semiautobiográfico de sitcom de Mulaney, titulado Mulaney.
En octubre de 2013, Fox anunció que recogieron el programa para una orden de temporada de seis episodios.  Mulaney fue el creador, productor y escritor de su serie homónima hasta su cancelación en mayo de 2015. La serie fue mal revisada.  El dramaturgo y crítico televisivo de The New York Times, Neil Genzlinger, escribió: "Destroza un Seinfeld bronceado agresivamente que en el Episodio 2 incluso se burla de su propio plagio. Pero una cosa que olvidó pedir prestado un Seinfeld fue inteligencia".

### George St. Geegland
Mulaney se presenta regularmente como George St. Geegland, un anciano del lado oeste norte de Nueva York. St. Geegland y su compañero neoyorquino Gil Faizon (interpretado por Nick Kroll), organizan un espectáculo de broma llamado Demasiado Atún en el que un los concursantes se les dan sándwiches con demasiado atún.  Mulaney ha recorrido los Estados Unidos junto a Kroll en un espectáculo llamado Oh, Hola, con ambos en carácter de George St. Geegland y Gil Faizon, respectivamente. El espectáculo se estrenó en Broadway el 23 de septiembre de 2016 y finalizó el 22 de enero de 2017.

## Vida personal
El 5 de julio de 2014, Mulaney se casó con la maquilladora Annamarie Tendler. La boda fue oficiada por su amigo Dan Levy. El 11 de mayo de 2021 anunciaron su separación tras seis años de matrimonio.
En mayo de 2021 se hizo público que estaba saliendo con la actriz Olivia Munn. En septiembre de ese año hicieron público que estaban esperando su primer hijo juntos. Su hijo nació el 24 de noviembre de 2021.En septiembre de 2024 nació su segunda hija, Mei, a través de un vientre de alquiler.
Mulaney tuvo un problema con la bebida en el pasado, pero ya no bebe alcohol. Mulaney recayó en 2020, e ingresó en un centro de rehabilitación por adicción de alcohol y cocaína.

## Trabajos

### Especiales de comedia
| Año  | Título                                            | Distribuidor          | Tipo                 |
| ---- | ------------------------------------------------- | --------------------- | -------------------- |
| 2009 | La parte Superior                                 | Central de la comedia | Especial de stand-up |
| 2012 | John Mulaney: Nuevo en la ciudad                  | Central de la comedia | Especial de stand-up |
| 2015 | John Mulaney: El Niño de Retorno                  | Netflix               | Especial de stand-up |
| 2018 | John Mulaney: Niño Gorgeous en Ciudad Radiofónica | Netflix               | Especial de stand-up |
| 2019 | John Mulaney y la pandilla del táper              | Netflix               | Especial musical     |
| 2023 | John Mulaney: Baby J                              | Netflix               | Especial de stand-up |

### Televisión
| Año           | Título                                            | Papel                                 | Notas |
| ------------- | ------------------------------------------------- | ------------------------------------- | --- |
| 2006          | Vivir en Gotham                                   | Él mismo                              | Episodio: "1.3" |
| 2007          | Tarde en la noche con Conan O'Brien               | Él mismo                              | Episodios: "7 de junio de 2007" y "15 de febrero de 2007"                                                                           |
| 2007          | Gigante humano                                    | Varios                                | Episodio: "Maratón de 24 horas" |
| 2008          | La mejor semana de mi vida                        | Él mismo                              | 4 episodios |
| 2008          | Cosas importantes con Demetri Martin              | John Mulaney / Boina Verde            | 2 episodios; también escritor |
| 2008–2018     | Sábado noche en directo                           | Varios Funciones                      | 7 episodios; también escritor Premio Horario de máxima audiencia Emmy un la mejor música y letras para "Justin Timberlake Monólogo" |
| 2009          | Comedia Presentes Centrales                       | Él                                    | Medios de comunicación hora de pastel                                                                                               |
| 2010          | Calle Mayne                                       | Dylan                                 | 6 episodios |
| 2010          | Americanos feos                                   | Tony / El En-Entre Guía Mundial (voz) | 2 episodios |
| 2011, 2017    | El Espectáculo de Chris Gethard                   | Él mismo                              | Episodios: "El Kickboxer Episodio" y "Opiniones Inocuas, Dire Consecuencias"                                                        |
| 2012          | John Mulaney: Nuevo en la ciudad                  | Él mismo                              | Posición-arriba de especial |
| 2012          | Divertidísimo                                     | Él mismo                              | Episodio # 2.2 |
| 2013–2015     | Espectáculo Kroll                                 | George St. Geegland                   | 11 episodios |
| 2013          | La ofensiva de Jeselnik                           | Él mismo                              | 2 episodios |
| 2013          | El Espectáculo de Pete Holmes                     | Él mismo                              | Episodio: "John Mulaney" |
| 2014–2015     | Mulaney                                           | John Mulaney                          | 13 episodios; también creador, productor, escritor                                                                                  |
| 2015-presente | Documental ahora!                                 | —                                     | Escritor / coguionista de 5 episodios, productor consultor (temporada 1, episodio 4), productor coejecutivo (temporada 2)           |
| 2015–2016     | El Espectáculo de Jim Gaffigan                    | Él mismo                              | 4 episodios |
| 2015          | John Mulaney: El Niño de Retorno                  | Él mismo                              | Posición-arriba de especial |
| 2016          | Dinamita de señora                                | James Earl James                      | Episodio: "Piloto" |
| 2016          | Estrépito de comedia! Estrépito!                  | George St. Geegland                   | Episodio: "El Desgaste de Isla Solitario Pantalones Oscuros y Eyeglasses"                                                           |
| 2016          | Maya y Marty                                      | —                                     | Escritor (6 episodios) |
| 2016          | Personas difíciles                                | Cecil Jellford                        | Episodio: "Desenchufado" |
| 2017          | 32.º Espíritu Independiente Premios               | Él (anfitrión)                        | Televisivo especial |
| 2017          | Oh, Hola encima Broadway                          | George St. Geegland                   | Televisivo especial |
| 2017–presente | Big Mouth                                         | Andrew Glouberman / varias voces      | 10 episodios; también consultando productor                                                                                         |
| 2018          | Chocando                                          | Él                                    | Episodio: "Demasiado Bueno" |
| 2018          | 33.º Espíritu Independiente Premios               | Él (anfitrión)                        | Televisivo especial |
| 2018          | Noche de sábado Viva                              | Él (anfitrión)                        | Episodio: "John Mulaney / Jack White"                                                                                               |
| 2018          | John Mulaney: Niño Gorgeous en Ciudad Radiofónica | Él                                    | Posición-arriba de especial |

### Cine
| Año  | Título                             | Papel                     | Notas             |
| ---- | ---------------------------------- | ------------------------- | ----------------- |
| 2018 | Spider-Man: Into the Spider-Verse  | Peter Porker / Spider-Ham | Voz, Film debut   |
| 2019 | Spider-Ham: Caught in a Ham        | Peter Porker / Spider-Ham | Voz; Cortometraje |
| 2020 | Spider-Ham: Back on the Air        | Peter Porker / Spider-Ham | Voz; Cortometraje |
| 2022 | Chip 'n Dale: Rescue Rangers       | Chip                      | Voz               |
| 2022 | El Gato con Botas: el último deseo | "Big" Jack Horner         | Voz               |

### Discografía
- La parte Superior (Comedy Central Records, 2009)
- Nuevo en la ciudad (Comedy Central Records, 2012)
- El Niño de Retorno (Drag City, 2017)

## Premios y nominaciones
| Premios Primetime Emmy | Premios Primetime Emmy                                   | Premios Primetime Emmy                           | Premios Primetime Emmy | Premios Primetime Emmy |
| Año                    | Categoría                                                | Trabajo nominado                                 | Resultado              | Ref.                   |
| ---------------------- | -------------------------------------------------------- | ------------------------------------------------ | ---------------------- | ---------------------- |
| 2009                   | Mejor guion de serie de comedia, musical o de variedades | Saturday Night Live                              | Nominado               | [ 43 ]                 |
| 2010                   | Mejor guion de serie de comedia, musical o de variedades | Saturday Night Live                              | Nominado               | [ 43 ]                 |
| 2011                   | Mejor guion de serie de comedia, musical o de variedades | Saturday Night Live                              | Nominado               | [ 43 ]                 |
| 2011                   | Mejor letra y música original                            | Saturday Night Live                              | Ganador                | [ 43 ]                 |
| 2012                   | Mejor serie de variedades                                | Saturday Night Live                              | Nominado               | [ 43 ]                 |
| 2012                   | Mejor guion de serie de variedades                       | Saturday Night Live                              | Nominado               | [ 43 ]                 |
| 2012                   | Mejor letra y música original                            | Saturday Night Live                              | Nominado               | [ 43 ]                 |
| 2013                   | Mejor guion para un especial de variedades               | Saturday Night Live: Weekend Update Thursday     | Nominado               | [ 43 ]                 |
| 2015                   | Mejor guion para un especial de variedades               | The Saturday Night Live 40th Anniversary Special | Nominado               | [ 43 ]                 |
| 2016                   | Mejor guion para un especial de variedades               | John Mulaney: The Comeback Kid                   | Nominado               | [ 43 ]                 |
| 2017                   | Mejor serie de variedades con sketch                     | Documentary Now!                                 | Nominado               | [ 43 ]                 |
| 2018                   | Mejor guion para un especial de variedades               | John Mulaney: Kid Gorgeous At Radio City         | Ganador                | [ 43 ]                 |
| 2019                   | Mejor guion para una serie de variedades                 | Saturday Night Live                              | Pendiente              | [ 43 ]                 |
| 2019                   | Mejor actor invitado en una serie de comedia             | Saturday Night Live                              | Pendiente              | [ 43 ]                 |
| 2019                   | Mejor guion para una serie de variedades                 | Documentary Now!                                 | Pendiente              | [ 43 ]                 |
| 2019                   | Mejor música y letra original                            | Documentary Now!                                 | Pendiente              | [ 43 ]                 |